# Honeycrisp

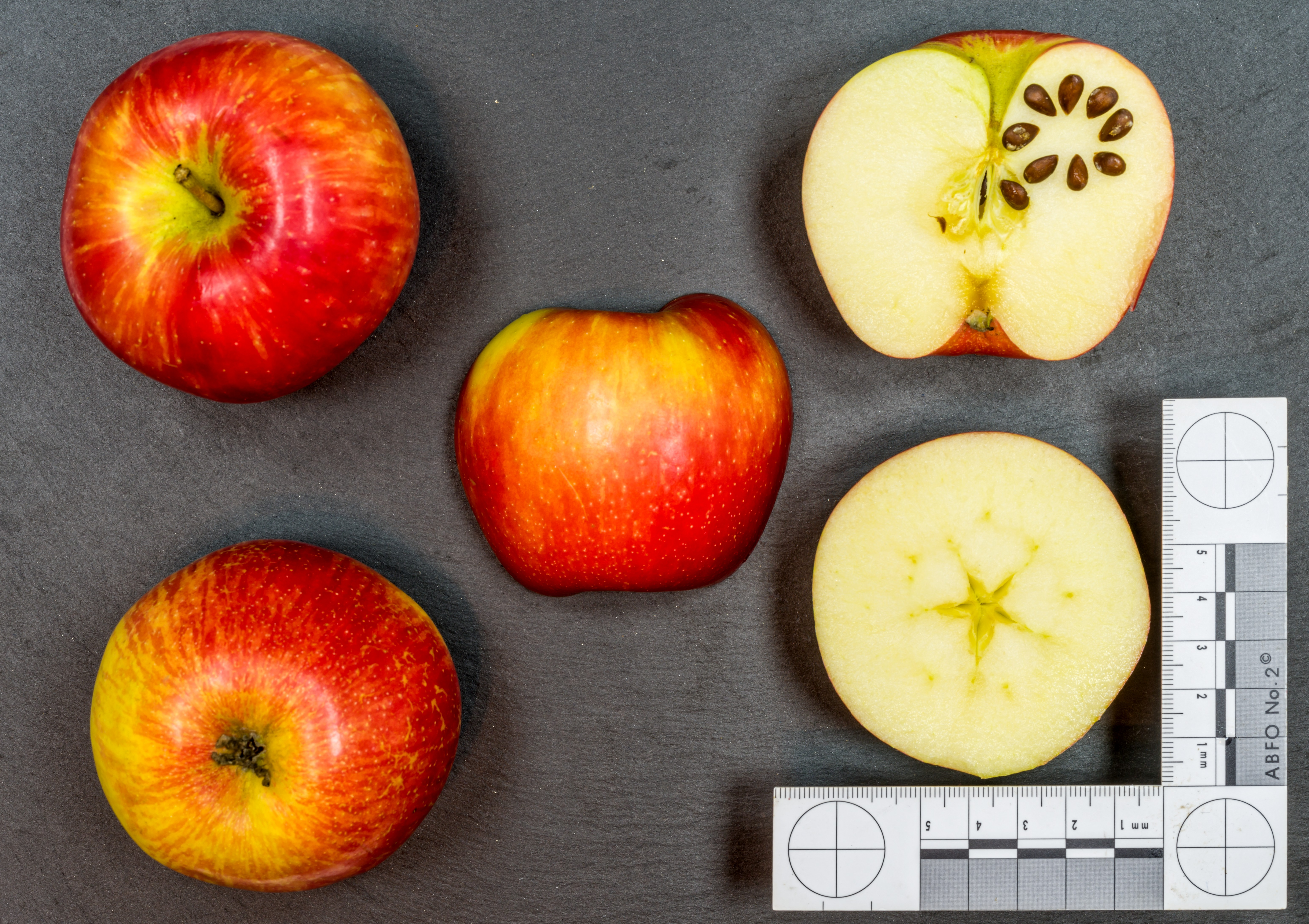
Honey Crunch mit Schnittbildern

Honeycrisp, auch verkauft unter dem Markennamen Honeycrunch, ist eine Sorte des Kulturapfels. Die Sorte wurde 1962 an der University of Minnesota gezüchtet und 1991 auf dem Markt eingeführt.
Insbesondere in den Vereinigten Staaten erwies sich Honeycrisp als großer Erfolg. Er gehört mittlerweile zu den Top-3-Sorten der USA und ist eine der wenigen verbreiteten Sorten, deren Anbaufläche in den letzten Jahren deutlich steigt. Honeycrisp löste dort eine Welle neuer Sorten aus, die dabei sind, die über Jahrzehnte den US-Markt dominierenden Sorten Golden Delicious und Red Delicious zu verdrängen. Honeycrisp zeichnet sich vor allem durch seine Saftigkeit und Süße aus, ist aber schwierig im Anbau und verliert bei längerer Lagerung an Aroma.
Honeycrisp wird unter dem Markennamen Honeycrunch als Clubsorte vertrieben. Die Rechte am Namen liegen bei der University of Minnesota. Anbauer, die den Namen nutzen wollen, müssen nicht nur eine Lizenzgebühr bezahlen, sondern auch bestimmte Bedingungen beim Anbau und bei der Qualität der so vertriebenen Äpfel erfüllen.

## Eigenschaften
Die Früchte sind mittelgroß bis groß.
Die Schale des Apfels ist gelblich-grün mit einer stark ausgeprägten Rotfärbung. Wächst der Apfel unter starker Sonneneinstrahlung, kann sich dieses Rot in Rosa färben. Berostung kommt nur wenig vor.
Das Fruchtfleisch ist weiß bis blassgelb. Am Fruchtfleisch besonders bemerkenswert ist die Knackigkeit und Saftigkeit, die dem Apfel seinen Namen (engl. crisp = dt. knackig) gab. Für neuere Züchtungen gilt diese Knackigkeit noch als Standard, den es zu erreichen gilt. Der Effekt wird hervorgerufen durch die sehr großen Zellen, die der Apfel hat. Beißt man in den Apfel werden die Zellen aufgesprengt und der Saft freigesetzt. Bei vielen anderen Sorten trennt man beim Aufbeißen die einzelnen Zellen voneinander, der Biss wirkt weniger knackig und saftig.
Geschmacklich ist der Apfel vor allem süß mit weniger ausgeprägter Säure oder Komplexität.

## Geschichte
Die University of Minnesota züchtete den Apfel 1962. Er stand laut Patentschrift der Universität in Block 53 des University of Minnesota Horticultural Research Center, bei Excelsior, Minn. In Reihe 1 war es Baum 88.
Sie gab ihm 1974 die Bezeichnung MN1711 und patentierte den Apfel schließlich 1988. Ursprünglich gab sie an, ihn aus der verbreiteten Sorte Macoun und der eigenen Züchtung Honeygold (Golden Delicious x Haralson) gezüchtet zu haben, eine Angabe, die in der Literatur zum Apfel noch weit verbreitet ist. Neuere genetische Untersuchungen der Universität ergaben, dass es tatsächlich eine Kreuzung aus Keepsake und der Zuchtkreuzung MN1627 (Charlamowsky x Golden Delicious) ist. Gezüchtet wurde der Apfel vor allem für den Anbau in kalten Klimazonen mit ausgeprägtem Winter. Die Universität führte Honeycrisp 1991 in den Markt ein. Bis 2003 hatte er einige Wochenmärkte in den USA erreicht, ebenso wie Feinkostläden. Eine weite Verbreitung hatte er noch nicht gefunden.
Aufgrund der hohen Preise, die sich am Markt für den Apfel erreichen lassen, erhielt er auch den informellen Beinamen Moneycrisp. Mit den Erlösen, die die Universität selbst aus der Lizenzierung des Apfels erhielt, mehrere Millionen US-Dollar im Jahr, finanzierte sie unter anderem den Supercomputer Itasca, im Jahr seiner Inbetriebnahme 2009 der 67-schnellste Rechner auf der Erde, der dann informell auch der Giant Apple Computer genannt wurde.
2015 gehörte Honeycrisp zusammen mit Ambrosia und Jazz zu den drei verbreiteten Apfelsorten, deren Anbaufläche stetig stieg, während alle anderen Sorten, insbesondere Golden Delicious und Red Delicious, stetig an Anbaufläche verloren. Verbreitet ist er weiterhin vor allem in den nördlichen USA. Hauptanbaugebiete sind Washington, Minnesota und New England. 2017 gehörte er zu den Top-3-Sorten in den USA, wobei er im wichtigsten Anbaugebiet, dem Bundesstaat Washington, schon die verbreitetste Sorte war. Trotzdem war es immer noch möglich, im Einzelhandel das doppelte bis dreifache des Preises zu erzielen, den andere Apfelsorten erbringen.

## Anbau
Berüchtigt dafür ist Honeycrisp, wie aufwändig und kompliziert es ist, ihn anzubauen. Mehrere Züchter bezeichnen ihn als die Sorte, die am schwierigsten im Anbau ist. Im kommerziellen Anbau bedeutet das, dass die Produktion der Äpfel etwa doppelt bis dreifach so teuer ist wie der Anbau anderer verbreiteter Sorten. Der Apfel ist empfindlich gegen Hitze ebenso wie gegen Stöße und hat eine ausgeprägte Alternanz. Honeycrisp neigt dazu, sehr viele Früchte zu produzieren, so dass stärkeres Ausdünnen als bei anderen Sorten nötig ist. Der Baum selbst neigt zu kümmerlichem Wachstum. Das Holz ist brüchig, so dass Honeycrisp oft an der Stelle abbricht, an der er an einem stützenden Pfahl befestigt ist.
Erntereif ist der Apfel typischerweise Anfang September.
Schwierig sind auch die Lagereigenschaften, da der Apfel nach relativ kurzer Zeit stark an Aroma verliert. Ungewöhnlich auch für eine Sorte, die erst im späten 20. Jahrhundert eingeführt wurde, ist die Anfälligkeit für Druckstellen, die dafür sorgen, dass Honeycrisp nur selten lose verkauft wird. Auch macht dieses die Ernte deutlich aufwändiger, da die Äpfel bei der Ernte normalerweise vorsichtig einzeln abgelegt werden müssen.
Empfindlich ist er gegen Mehltau und Feuerbrand. Sehr anfällig ist er für Stippe. Bis zu einem Viertel der geernteten Äpfel, nach einigen Studien sogar noch mehr, weisen die braunen und schwarzen Punkte der Stippe auf. Diese machen den Apfelverzehr nicht gefährlich, schrecken aber Kunden ab und machen den Apfel als Tafelapfel unverkäuflich.

## Züchtungen und Mutanten
Zu den Züchtungen aus Honeycrisp, die gerade dabei sind, in den Markt zu kommen, gehören beispielsweise Cosmic Crisp (Honeycrisp x Enterprise) und der 2008 von der University of Minnesota eingeführte und in Europa bereits angebaute SweeTango.
In den letzten Jahren kamen ebenfalls einige Mutanten in den Markt wie Royal Red, Firestorm und Cameron Select, die sich einfacher und schneller rot färben und auch bei ungünstigeren Wuchsbedingungen die rote Farbe annehmen. Unter den Züchtern selbst ist dies umstritten – die Rotfärbung war ein guter Indikator dafür ob der Apfel unter guten Bedingungen aufwuchs und auch dementsprechend schmeckte – nun können Varianten in den Handel kommen, die noch gut aussehen aber nicht mehr den Geschmack entwickelt haben. Auch besteht die Gefahr, dass unreife Äpfel gepflückt werden, da sie schon reif aussehen.